# 측간

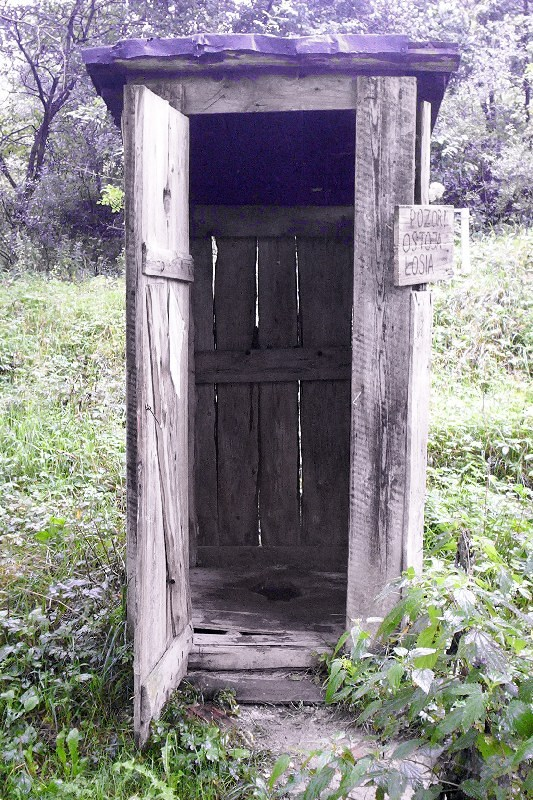
측간

측간(廁間), 변소(便所), 또는 뒷간(-間)은 야외에 있는 화장실로 예전에는 많았다.